# Spyros Péristéris
Spyros Péristéris (en grec : Σπύρος Περιστέρης ; Smyrne, 1900 - Athènes, 15 mars 1966) est un musicien grec ayant eu une grande influence dans le style rebetiko en tant que compositeur, multi-instrumentiste et directeur artistique. 
Il est né à Smyrne d'un père grec et d'une mère italienne. Il apprit la mandoline à Constantinople, où sa famille avait déménagé en 1916. En 1918 il prit la direction d'un célèbre orchestre à cordes de Smyrne, l'Estudiantina smyrniote, fondée par Vassílios Sidéris. Il participa ainsi à des tournées en Europe et en Amérique.
Directeur musical, compositeur, instrumentiste et producteur pour la compagnie Odeon/Parlophone à Athènes, il commença à enregistrer des rebetika dans les années 1930, et travailla notamment avec Markos Vamvakaris dont il réalisa les premiers enregistrements. Il collabora aussi avec la plupart des grands interprètes du genre, dans les styles de Smyrne et du Pirée.
Il existe souvent une incertitude concernant le type exact d'instrument à cordes qu'il utilisait : guitare, bouzouki ou un hybride des deux.
Il est mort à Athènes en 1966.